# كسوف الشمس 12 سبتمبر 2034
سيحدث كسوف حلقي للشمس في 12 سبتمبر 2034. يحدث كسوف الشمس عندما يمر القمر بين الأرض والشمس ، وبالتالي يحجب صورة الشمس كليًا أو جزئيًا عن مشاهد على الأرض. يحدث الكسوف الحلقي للشمس عندما يكون القطر الظاهري للقمر أصغر من قطر الشمس ، مما يحجب معظم ضوء الشمس ويتسبب في أن تبدو الشمس وكأنها حلقة. يظهر الخسوف الحلقي على شكل كسوف جزئي فوق منطقة من الأرض يبلغ عرضها آلاف الكيلومترات.
سيبدأ الخسوف فوق جنوب المحيط الهادئ ويدخل أمريكا الجنوبية. تشمل البلدان الواقعة تحت المسار شمال تشيلي وجنوب بوليفيا وشمال الأرجنتين وجنوب باراغواي وجنوب البرازيل . سوف يدخل الكسوف بعد ذلك المحيط الأطلسي ، وينتهي بحوالي 2,000 ميل (3,200 كـم) جنوب شرق أمريكا الجنوبية.

## الصور
مسار متحرك

## الخسوفات ذات الصلة

### كسوف الشمس 2033-2036
هذا الكسوف هو جزء من سلسلة كسوف الشمس 2033-2036. يتكرر الكسوف في كل 177 يومًا تقريبًا و 4 ساعات في العقد المتناوبة من مدار القمر.
| عقدة تنازلية                                                                      | عقدة تنازلية         |     | عقدة تصاعدية         | عقدة تصاعدية |
| 120                                                                               | مارس 30, 2033 كلي    | 125 | سبتمبر 23, 2033 جزئي |              |
| 130                                                                               | مارس 20, 2034 كلي    | 135 | سبتمبر 12, 2034 حلقي |              |
| 140                                                                               | مارس 9, 2035 حلقي    | 145 | سبتمبر 2, 2035 كلي   |              |
| 150                                                                               | فبراير 27, 2036 جزئي | 155 | أغسطس 21, 2036 جزئي  |              |
| A جزئي solar eclipse on يوليو 23, 2036 occurs in the next lunar year eclipse set. |                      |     |                      |              |

### 135- ساروس
وهي جزء من دورة ساروس 135 وتتكرر كل 18 سنة و 11 يوماً وتحتوي على 71 حدثاً.
- بدأت السلسلة بكسوف جزئي للشمس في 5 يوليو 1331.
- يحتوي على كسوف حلقي من 21 أكتوبر 1511 حتى 24 فبراير 2305
- وخسوف هجين في 8 مارس 2323 و 18 مارس 2341
- وخسوفًا كلياً من 29 مارس 2359 حتى 22 مايو 2449.

تنتهي السلسلة في العنصر71 ككسوف جزئي في 17 أغسطس 2593. ستكون أطول مدة للإجمالي هي دقيقتان و 27 ثانية في 12 مايو 2431.
| يحدث أعضاء السلسلة 27-43 بين 1800 و 2100: | يحدث أعضاء السلسلة 27-43 بين 1800 و 2100: | يحدث أعضاء السلسلة 27-43 بين 1800 و 2100: |
| 27                                        | 28                                        | 29                                        |
| ----------------------------------------- | ----------------------------------------- | ----------------------------------------- |
| </img> </br> 24 أبريل 1800                | </img> </br> ٥ مايو ١٨١٨                  | </img> </br> ١٥ مايو ١٨٣٦                 |
| 30                                        | 31                                        | 32                                        |
| </img> </br> 26 مايو 1854                 | </img> </br> 6 يونيو 1872                 | </img> </br> ١٧ يونيو ١٨٩٠                |
| 33                                        | 34                                        | 35                                        |
| </img> </br> 28 يونيو 1908                | </img> </br> 9 يوليو 1926                 | </img> </br> 20 يوليو 1944                |
| 36                                        | 37                                        | 38                                        |
| </img> </br> 31 يوليو 1962                | </img> </br> 10 أغسطس 1980                | </img> </br> 22 أغسطس 1998                |
| 39                                        | 40                                        | 41                                        |
| </img> </br> 1 سبتمبر 2016                | </img> </br> 12 سبتمبر 2034               | </img> </br> 22 سبتمبر 2052               |
| 42                                        | 43                                        |                                           |
| </img> </br> 4 أكتوبر 2070                | </img> </br> 14 أكتوبر 2088               |                                           |

### سلسلة تريتوس
هذا الكسوف هو جزء من دورة تريتوس ، يتكرر عند العقد المتناوبة كل 135 شهرًا متزامنًا (≈ 3986.63 يومًا ، أو 11 عامًا ناقص شهر واحد).
مظهرها وخط طولها غير منتظمين بسبب نقص التزامن مع الشهر غير الطبيعي (فترة الحضيض) ،
لكن التجمعات المكونة من 3 دورات تريتوس (33 عامًا ناقص 3 أشهر) تقترب (≈ 434.044 شهرًا غير طبيعي) ، لذا فإن الكسوف متشابه في هذه التجمعات.
| أعضاء السلسلة بين عامي 1901 و 2100            | أعضاء السلسلة بين عامي 1901 و 2100            | أعضاء السلسلة بين عامي 1901 و 2100            | أعضاء السلسلة بين عامي 1901 و 2100 |
| --------------------------------------------- | --------------------------------------------- | --------------------------------------------- | ---------------------------------- |
| </img> </br>21 سبتمبر 1903 </br> (ساروس 123)  | </img> </br> 21 أغسطس 1914 </br> (ساروس 124)  | </img> </br> 20 يوليو 1925 </br> (ساروس 125)  |                                    |
| </img> </br> 19 يونيو 1936 </br> (ساروس 126)  | </img> </br> 20 مايو 1947 </br> (ساروس 127)   | </img> </br> 19 أبريل 1958 </br> (ساروس 128)  |                                    |
| </img> </br> 18 مارس 1969 </br> (ساروس 129)   | </img> </br> 16 فبراير 1980 </br> (ساروس 130) | </img> </br> 15 يناير 1991 </br> (ساروس 131)  |                                    |
| </img> </br> 14 ديسمبر 2001 </br> (ساروس 132) | </img> </br> 13 نوفمبر 2012 </br> (ساروس 133) | </img> </br> 14 أكتوبر 2023 </br> (ساروس 134) |                                    |
| </img> </br> 12 سبتمبر 2034 </br> (ساروس 135) | </img> </br> 12 أغسطس 2045 </br> (ساروس 136)  | </img> </br> 12 يوليو 2056 </br> (ساروس 137)  |                                    |
| </img> </br> 11 يونيو 2067 </br> (ساروس 138)  | </img> </br> 11 مايو 2078 </br> (ساروس 139)   | </img> </br> 10 أبريل 2089 </br> (ساروس 140)  |                                    |
| </img> </br> 10 مارس 2100 </br> (ساروس 141)   |                                               |                                               |                                    |

### سلسلة ميتونيك
تتكرر السلسلة ميتونيك كل 19 عامًا (6939.69 يومًا) ، وتستمر حوالي 5 دورات. تحدث الكسوف في نفس تاريخ التقويم تقريبًا. بالإضافة إلى ذلك ، تتكرر سلسلة أكتون الفرعية 1/5 من ذلك أو كل 3.8 سنوات (1387.94 يومًا). تحدث جميع الكسوفات في هذا الجدول عند العقدة الصاعدة للقمر.
| 21 حدثًا من أحداث الكسوف ، تتقدم من الجنوب إلى الشمال بين 1 يوليو 2000 و 1 يوليو 2076 | 21 حدثًا من أحداث الكسوف ، تتقدم من الجنوب إلى الشمال بين 1 يوليو 2000 و 1 يوليو 2076 | 21 حدثًا من أحداث الكسوف ، تتقدم من الجنوب إلى الشمال بين 1 يوليو 2000 و 1 يوليو 2076 | 21 حدثًا من أحداث الكسوف ، تتقدم من الجنوب إلى الشمال بين 1 يوليو 2000 و 1 يوليو 2076 | 21 حدثًا من أحداث الكسوف ، تتقدم من الجنوب إلى الشمال بين 1 يوليو 2000 و 1 يوليو 2076 |
| يوليو 1–2                                                                            | أبريل 19–20                                                                          | فبراير 5–7                                                                           | نوفمبر 24–25                                                                         | سبتمبر 12–13                                                                         |
| 117                                                                                  | 119                                                                                  | 121                                                                                  | 123                                                                                  | 125                                                                                  |
| ------------------------------------------------------------------------------------ | ------------------------------------------------------------------------------------ | ------------------------------------------------------------------------------------ | ------------------------------------------------------------------------------------ | ------------------------------------------------------------------------------------ |
| يوليو 1, 2000 [الإنجليزية]                                                           | أبريل 19, 2004                                                                       | فبراير 7, 2008                                                                       | نوفمبر 25, 2011                                                                      | سبتمبر 13, 2015                                                                      |
| 127                                                                                  | 129                                                                                  | 131                                                                                  | 133                                                                                  | 135                                                                                  |
| يوليو 2, 2019                                                                        | أبريل 20, 2023                                                                       | فبراير 6, 2027                                                                       | نوفمبر 25, 2030 [الإنجليزية]                                                         | سبتمبر 12, 2034                                                                      |
| 137                                                                                  | 139                                                                                  | 141                                                                                  | 143                                                                                  | 145                                                                                  |
| يوليو 2, 2038                                                                        | أبريل 20, 2042                                                                       | فبراير 5, 2046                                                                       | نوفمبر 25, 2049                                                                      | سبتمبر 12, 2053                                                                      |
| 147                                                                                  | 149                                                                                  | 151                                                                                  | 153                                                                                  | 155                                                                                  |
| يوليو 1, 2057                                                                        | أبريل 20, 2061                                                                       | فبراير 5, 2065                                                                       | نوفمبر 24, 2068 [الإنجليزية]                                                         | سبتمبر 12, 2072 [الإنجليزية]                                                         |
| 157                                                                                  | 159                                                                                  | 161                                                                                  | 163                                                                                  | 165                                                                                  |
| يوليو 1, 2076 [الإنجليزية]                                                           |                                                                                      |                                                                                      |                                                                                      |                                                                                      |

## روابط خارجية
- www.solar-eclipse.de - متوسط التغطية السحابية والمدن على طول مسار الكسوف